# Relations entre l'Angola et le Vietnam
Les relations entre l'Angola et le Viêt Nam constituent les relations étrangères bilatérales entre le république d'Angola et la république socialiste du Viêt Nam.
Les relations entre l'Angola et le Viêt Nam sont établies en août 1971, quatre ans avant que l'Angola n'obtienne son indépendance, lorsque le futur président angolais Agostinho Neto se rend au Viêt Nam. L'Angola et le Viêt Nam sont des partenaires inébranlables alors qu'ils sont tous deux passés des politiques étrangères du communisme international de l'époque de la guerre froide au pragmatisme pro-occidental après la chute de l'Union soviétique.

## Premiers échanges
En février 1974, le Front de libération nationale du Sud Viêt Nam (NLFSV) salue l'attaque de 1961 contre Cassanje, la première bataille de la guerre d'indépendance de l'Angola. En janvier 1975, Nguyễn Hữu Thọ, le dirigeant du NLFSV, adresse ses « salutations les plus chaleureuses » aux dirigeants du Mouvement populaire de libération de l'Angola (MPLA), du Front national de libération de l'Angola (FNLA), de l'Union nationale pour l'indépendance totale de l'Angola (UNITA) à la suite de la signature des Accords d'Alvor. Fin octobre, Nhân Dân, le journal officiel du Parti communiste vietnamien, soutient effectivement le MPLA, condamnant « les forces impérialistes et les racistes sud-africains ». Le Premier ministre vietnamien Phạm Văn Đồng reconnaît la république populaire d'Angola le 12 novembre, au lendemain de la déclaration d'indépendance du président Neto.

## Guerre du Viêt Nam
La guerre du Viêt Nam tempère l'implication étrangère dans la guerre civile en Angola car ni l'Union soviétique ni les États-Unis ne veulent être entraînés dans un conflit interne d'une importance hautement discutable en termes de victoire de la guerre froide. Le présentateur des nouvelles de CBS, Walter Cronkite, diffuse ce message dans ses émissions pour « essayer de jouer notre petit rôle pour empêcher cette erreur cette fois ». Le Politburo s'engage dans un débat houleux sur la mesure dans laquelle l'Union soviétique soutiendrait une offensive du MPLA en février 1976. Le ministre des Affaires étrangères Andrei Gromyko et le premier ministre Alexis Kossyguine dirigent une faction favorisant moins de soutien au MPLA et mettant davantage l'accent sur la préservation de la détente avec l'ouest. Leonid Brejnev, alors chef de l'Union soviétique, l'emporte contre la faction dissidente et l'alliance soviétique avec le MPLA se poursuit alors même que Neto réaffirme publiquement sa politique de non-alignement à l'occasion du 15e anniversaire de la première révolte.

## Chine et Russie
Le soutien continu de l'Angola aux communistes vietnamiens face à l'opposition étrangère nuit à leurs relations avec la république populaire de Chine et l'Union soviétique. Agostinho Neto, président de l'Angola de 1975 à 1979, condamne l'invasion chinoise du Viêt Nam en février 1979. Neto, méfiant à l'égard des dirigeants soviétiques après un attentat contre sa vie, se tient aux côtés du dirigeant cubain Fidel Castro à La Havane lorsqu'il qualifie l'Angola, Cuba et le Viêt Nam de « principal noyau anti-impérialiste » en juillet 1976.

## Visites diplomatiques
Le président angolais José Eduardo dos Santos se rend au Viêt Nam en avril 1987, le ministre des Affaires étrangères Paulo Jorge s'y rend en 1979, le ministre des Affaires étrangères João Bernardo de Miranda effectue une visite en mai 2004 et le président de l'Assemblée nationale Roberto de Almeida en octobre 2004. Le vice-président du Conseil d'État vietnamien Nguyễn Hữu Thọ se rend en Angola en octobre 1978, le vice-président du Conseil ministériel général Võ Nguyên Giáp en décembre 1980, le ministre des Affaires étrangères Nguyễn Mạnh Cầm en mars 1995 et le président Trần Đức Lương en octobre 2002.

## Accords
Le MPLA et le Parti communiste vietnamien signent un accord de coopération en mai 1983, un accord commercial en mai 1978 et divers accords économiques en 1979, 1984, 1995, 1996, 2002 et 2004.